# David Leder

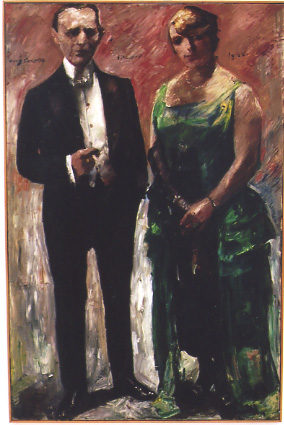
David und Lola Leder, Gemälde von Lovis Corinth

David Leder (* 1888 in Iași; † 1947) war ein deutscher Unternehmer und Kunstsammler.

## Leben
David Leder und seine Frau Lea Laura, genannt Lola, sammelten ab den späten 1910er Jahren Kunst und förderten Künstler und Kunsteinrichtungen. Zu Beginn der 1920er Jahre zogen sie von Chemnitz nach Berlin, kehrten dann noch einmal nach Chemnitz und dann erneut nach Berlin zurück. Am 10. November 1938 wurde David Leder nach dem Novemberpogrom ins Konzentrationslager Sachsenhausen gebracht. Nachdem er freigelassen worden war, gelang dem Ehepaar Leder noch 1939 die Emigration nach London. Allerdings konnten David und Lola Leder nicht ihr gesamtes Umzugsgut mitnehmen. Ihre eingelagerten Besitztümer wurden 1942 durch die Gestapo beschlagnahmt (arisiert). Zwei Jahre später begann der Verkauf. Insgesamt betrugen die Verkaufserlöse aus dem Lederschen Besitz 983 Reichsmark. Zwei Liebermann-Porträts Lola Leders wurden nach dem Krieg an Lola Leder zurückgegeben. Sie hatten sich seit den 1930er Jahren als Leihgaben im Berliner Jüdischen Museum befunden. Ein von Gustav Schaffer geschaffenes Porträt David Leders, das diesen vor der Silhouette Jerusalems zeigt, verblieb als „vermutliches Geschenk“ David Leders in den Kunstsammlungen Chemnitz.
Leders Sammlung umfasste Werke des Impressionismus und der Klassischen Moderne, wobei ein besonderer Schwerpunkt auf dem Œuvre Max Liebermanns lag, sowie mehrere Corinth-Gemälde.
Aufgrund geschäftlicher Verluste wurden seine Kunstsammlungen am 4. März 1925 (Galerie Paul Cassirer) und 29. Oktober 1925 (Amsler & Ruthardt) versteigert; seine Textilfirma ging einige Jahre später in Konkurs.
Einer der Söhne des Ehepaars Leder war Stephan Hermlin.